# Robin Froidevaux
Robin Froidevaux  (* 17. Oktober 1998 in Morges) ist ein Schweizer Radrennfahrer, der Rennen auf Bahn und Strasse bestreitet.

## Sportliche Laufbahn
Robin Froidevaux war zunächst zehn Jahre lang als BMX-Fahrer aktiv, bis er auf Bahn und Strasse wechselte. Sein Vater ist der ehemalige Radrennfahrer Bastien Froidevaux.
2015 stellte Froidevaux bei den Junioren-Bahneuropameisterschaften gemeinsam mit Gino Mäder, Stefan Bissegger und Reto Müller mit 4:09,808 Minuten einen neuen Schweizer Rekord in der Mannschaftsverfolgung auf, wenige Wochen später verbesserte der Schweizer-Juniorenbahnvierer in derselben Besetzung bei den Junioren-Weltmeisterschaften mit 4:08,523 Minuten diesen Rekord und errang die Silbermedaille. Im selben Jahr startete er bei den Weltmeisterschaften im Strassenrennen der Junioren und wurde 35.
Im Jahr 2016 wurde er Schweizer Junioren-Meister im Omnium. Bei den U23-Bahneuropameisterschaften im Jahre 2018 holte er gemeinsam mit Stefan Bissegger, Lukas Rüegg und Valère Thiébaud Silber in der Mannschaftsverfolgung. Im Strassenrennen der nationalen U23-Strassenmeisterschaften wurde Froidevaux Zweiter.
2019 wurde Robin Froidevaux Schweizer Meister der Elite im Omnium. Im selben Jahr gewann er mit Tristan Marguet bei den Europaspielen in Minsk das Zweier-Mannschaftsfahren; in der Mannschaftsverfolgung errang er mit Théry Schir, Lukas Rüegg und Claudio Imhof die Bronzemedaille. Beim Lauf des Weltcups in Cambridge siegte der Schweizer Vierer mit Froidevaux im Team. 2020 errang er bei den Strassen-Europameisterschaften mit der Schweizer Mannschaft Silber in der Mixed-Staffel.
Zur Saison 2021 wurde Froidevaux Mitglied in der Swiss Racing Academy. Seinen ersten Einzelerfolg auf der Strasse erzielte er bei der Istrian Spring Trophy 2022, als er die dritte Etappe im Sprint gewann. Im Jahr 2024 gab er beim Giro d’Italia sein Grand-Tour-Debüt und belegte den 136. Gesamtrang.

## Erfolge

### Bahn
2015
- Junioren-Weltmeisterschaft – Mannschaftsverfolgung (mit Gino Mäder, Stefan Bissegger und Reto Müller)

2016
- Schweizer Junioren-Meister – Omnium

2018
- U23-Europameisterschaft – Mannschaftsverfolgung (mit Stefan Bissegger, Lukas Rüegg und Valère Thiébaud)

2019
- Europaspielesieger – Zweier-Mannschaftsfahren (mit Tristan Marguet)
- Europaspiele – Mannschaftsverfolgung (mit Théry Schir, Lukas Rüegg und Claudio Imhof)
- U23-Europameisterschaft – Mannschaftsverfolgung (mit Valère Thiébaud, Mauro Schmid und Alex Vogel), Zweier-Mannschaftsfahren (mit Mauro Schmid)
- Schweizer Meister – Omnium, Zweier-Mannschaftsfahren (mit Théry Schir)
- Weltcup in Cambridge – Mannschaftsverfolgung (mit Lukas Rüegg, Stefan Bissegger und Claudio Imhof)

2020
- Schweizer Meister – Sprint, Zweier-Mannschaftsfahren (mit Théry Schir)
- U23-Europameisterschaft – Zweier-Mannschaftsfahren (mit Valère Thiébaud)

2021
- Schweizer Meister – Zweier-Mannschaftsfahren (mit Théry Schir)

### Strasse
2019
- Mannschaftszeitfahren Tour de l’Avenir

2020
- Europameisterschaft – Mixed-Staffel

2022
- eine Etappe und Punktewertung Istrian Spring Trophy
- Schweizer Meister – Strassenrennen

## Grand Tour-Platzierungen
| Grand Tour            | 2024 |
| --------------------- | ---- |
| Giro d’ItaliaGiro     | 136  |
| Tour de FranceTour    |      |
| Vuelta a EspañaVuelta |      |